# Чёрная лагуна: Вершины
«Чёрная лагуна: Вершины» (исп. El internado: Las Cumbres — «Интернат „Вершины“») — испанский мистический подростковый триллер-телесериал, премьера которого состоялась на платформе Amazon Prime Video 19 февраля 2021 года. Спродюсированный студиями Atresmedia и Globomedia (студия Mediapro), он является перезагрузкой популярного сериала «Чёрная лагуна» («Эль Интернадо»), выходившего в эфир с 2007 по 2010 годы на телеканале Antena 3.

## Сюжет
Действие сериала происходит в школе-интернате для трудных подростков, расположенной в древнем монастыре, изолированном от мира.

## В ролях
- Асия Ортега[исп.] — Амайя Торрес
- Альберт Саласар[исп.] — Пол
- Даниэль Ариас — Эрик
- Наталия Дисента[исп.] — Мара, директор школы-интерната
- Рамиро Блас[исп.] — Дарио
- Мина Эль Хаммани[исп.] — Эльвира, учитель естественных наук
- Хоэль Боскед[исп.] — Лев, учитель музыки
- Даниела Рубио — Адель
- Клаудия Риера[исп.] — Инес
- Паула дель Рио[исп.] — Пас
- Гонсалес Диес — Хулио
- Карлос Алькайд — Мануэль
- Альберто Амарилья[исп.] — Эйлас, профессор латыни
- Лукас Веласко[исп.] — Марио, учитель физкультуры
- Фран Аронссон — Рита
- Амайя Лисаральде — Селия, экономка
- Айноа Ларраньяга — Иоланда Паскуаль Ледесма
- Кандид Уранга — Артуро, настоятель монастыря и директор
- Бланка Суарес — Хулия
- Йон Гонсалес — Иван

## Производство
Созданный Лаурой Бельосо и Асьером Андуэсой, сериал является перезагрузкой сериала «Чёрная лагуна», в котором Бельосо и Андуэса были соавторами и сценаристами. Съёмки начались в Наварре 3 марта 2020 года. Места съёмок включали монастырь Ираче в Наварре, Сан-Себастьян, Фуэнтеррабия, Ласкано, Усурбиль, Эргойен, Бильбао, Англет и Оярсун. Первый сезон состоит из 8 серий. 6 мая 2021 года было объявлено о дополнении актёрского состава ко 2 сезону. Режиссёрами выступили Денис Ровира и Микель Руэда. Второй сезон состоит также из 8 серий.

## Обзор сезонов
| Сезон | Количество серий | Дата выхода     | Оригинальная сеть  |
| ----- | ---------------- | --------------- | ------------------ |
| 1     | 8                | 19 февраля 2021 | Amazon Prime Video |
| 2     | 8                | 1 апреля 2022   | Amazon Prime Video |
| 3     | 6                | 7 апреля 2023   | Amazon Prime Video |

### Сезон 1 (2021)
| Сезон | Серия | Название   | Режиссёр       | Автор | Оригинальная дата выхода |
| ----- | ----- | ---------- | -------------- | --- | ------------------------ |
| 1     | 1     | «Эпизод 1» | Jesús Rodrigo  | Рассказ : Асьер Андуэса и Лаура Бельосо Телепередача : Лаура Бельосо                                                     | 19 февраля 2021 года     |
| 1     | 2     | «Эпизод 2» | Jesús Rodrigo  | Рассказ автора : Асьер Андуэса, Сара Бельосо и Лаура Бельосо Телепередача : Асьер Андуэса и Лаура Бельосо                | 19 февраля 2021 года     |
| 1     | 3     | «Эпизод 3» | Carles Torrens | Рассказ автора : Вероника Марса, Асьер Андуэса, Сара Бельосо и Лаура Бельосо Телепередача от : Сара Бельосо              | 19 февраля 2021 года     |
| 1     | 4     | «Эпизод 4» | Денис Ровира   | Рассказ автора : Сара Бельосо, Абраам Састре, Асьер Андуэса и Лаура Бельосо Телепередача : Асьер Андуэса и Лаура Бельосо | 19 февраля 2021 года     |
| 1     | 5     | «Эпизод 5» | Денис Ровира   | Абрахам Састре, Сара Бельосо, Асьер Андуэса и Лаура Бельосо                                                              | 19 февраля 2021 года     |
| 1     | 6     | «Эпизод 6» | Carles Torrens | Рассказ : Лаура Бельосо, Асьер Андуэса, Абраам Састре и Сара Бельосо Телепередача : Абраам Састре и Сара Бельосо         | 19 февраля 2021 года     |
| 1     | 7     | «Эпизод 7» | Денис Ровира   | Рассказ : Абрахам Састре, Сара Бельосо, Асьер Андуэса и Лаура Бельосо Телепередача : Лаура Бельосо и Асьер Андуэса       | 19 февраля 2021 года     |
| 1     | 8     | «Эпизод 8» | Carles Torrens | Рассказ : Абрахам Састре, Сара Бельосо, Асьер Андуэса и Лаура Бельосо Телепередача : Лаура Бельосо и Асьер Андуэса       | 19 февраля 2021 года     |

### Сезон 2 (2022)
| Сезон | Серия | Название   | Режиссёр     | Автор | Оригинальная дата выхода |
| ----- | ----- | ---------- | ------------ | --- | ------------------------ |
| 2     | 1     | «Эпизод 1» | Денис Ровира | Лаура Бельосо, Асьер Андуэса и Сара Бельосо | 1 апреля 2022 года       |
| 2     | 2     | «Эпизод 2» | Денис Ровира | Сара Бельосо, Асьер Андуэса и Лаура Бельосо | 1 апреля 2022 года       |
| 2     | 3     | «Эпизод 3» | Mikel Rueda  | Сара Бельосо, Аранча Куэста и Лаура Бельосо | 1 апреля 2022 года       |
| 2     | 4     | «Эпизод 4» | Mikel Rueda  | Асьер Андуэса, Сара Бельосо, Эва Мир и Лаура Бельосо                                                                                             | 1 апреля 2022 года       |
| 2     | 5     | «Эпизод 5» | Денис Ровира | Рассказ : Лаура Бельосо, Эва Мир, Сара Бельосо, Асьер Андуэса и Хесус Месас Сильва Телепередача : Сара Бельосо и Хесус Месас Сильва              | 1 апреля 2022 года       |
| 2     | 6     | «Эпизод 6» | Mikel Rueda  | Авторы рассказа : Сара Бельосо, Эва Мир, Асьер Андуэса, Хесус Месас Сильва и Лаура Бельосо Телепередача : Асьер Андуэса и Эва Мир                | 1 апреля 2022 года       |
| 2     | 7     | «Эпизод 7» | Денис Ровира | Авторы рассказа : Сара Бельосо, Хесус Месас Сильва, Асьер Андуэса, Эва Мир и Лаура Бельосо Телепередача : Сара Бельосо и Хесус Месас Сильва      | 1 апреля 2022 года       |
| 2     | 8     | «Эпизод 8» | Mikel Rueda  | Авторы рассказа : Асьер Андуэса, Эва Мир, Хесус Месас Сильва, Сара Бельосо и Лаура Бельосо Телепередача : Асьер Андуэса, Эва Мир и Лаура Бельосо | 1 апреля 2022 года       |

### Сезон 3 (2023)
| Сезон | Серия | Название   | Режиссёр        | Автор | Оригинальная дата выхода |
| ----- | ----- | ---------- | --------------- | --- | ------------------------ |
| 3     | 1     | «Эпизод 1» | Александра Граф | Сюжет: Асьер Андуэса, Сара Бельосо, Эва Мир, Гильермо Сиснерос и Лаура Бельосо Телеспектакль: Лаура Бельосо, Асьер Андуэса и Эва Мир | 7 апреля 2023 года       |
| 3     | 2     | «Эпизод 2» | Ориоль Феррер   | Сюжет: Сара Бельосо, Гильермо Сиснерос, Асьер Андуэса, Эва Мир и Лаура Бельосо Телеспектакль: Сара Бельосо и Гильермо Сиснерос       | 7 апреля 2023 года       |
| 3     | 3     | «Эпизод 3» | Александра Граф | Сюжет: Сара Бельосо, Гильермо Сиснерос, Асьер Андуэса, Эва Мир и Лаура Бельосо Телеспектакль: Лаура Бельосо, Асьер Андуэса и Эва Мир | 7 апреля 2023 года       |
| 3     | 4     | «Эпизод 4» | Ориоль Феррер   | Сюжет: Сара Бельосо, Гильермо Сиснерос, Асьер Андуэса, Эва Мир и Лаура Бельосо Телеспектакль: Сара Бельосо и Гильермо Сиснерос       | 7 апреля 2023 года       |
| 3     | 5     | «Эпизод 5» | Лаура Бельосо   | Асьер Андуэса, Эва Мир и Лаура Бельосо                                                                                               | 7 апреля 2023 года       |
| 3     | 6     | «Эпизод 6» | Ориоль Феррер   | Лаура Бельосо, Гильермо Сиснерос и Сара Бельосо                                                                                      | 7 апреля 2023 года       |

## Отзывы критиков
В обзоре для портала SensaCine Алисия Феррейрос отметила как сильные стороны сериала, так и слабые. Среди первых — атмосфера, декорации, интересный сюжет. Слабыми критик назвала не совсем продуманные характеры персонажей и распределение экранного времени между ними. Марильо Дельгадо из Hobby Consolas похвалил мистическую составляющую сериала и актёрскую игру, а вот второстепенные сюжетные линии назвал непродуманными, начинающиеся из неоткуда и никуда не ведущие. Альваро Куэва из Milenio
описал сериал как «лучшее от Чёрной лагуны, но с современными техническими возможностями».